# Senecio diphyllus
Senecio diphyllus là một loài thực vật có hoa trong họ Cúc. Loài này được De Wild. & Muschl. miêu tả khoa học đầu tiên năm 1912.